# 春小檗
春小檗（学名：Berberis vernalis）是小檗科小檗属的植物，为中国的特有植物。分布于中国大陆的湖南、云南等地，生长于海拔1,300米至2,600米的地区，一般生长在路边灌丛中和林中，目前尚未由人工引种栽培。